# زكري أكبر
زكري أكبر (بالإندونيسية: Zikri Akbar)‏ هو لاعب كرة قدم إندونيسي في مركز نصف الجناح، ولد في 8 مايو 1992 في إندونيسيا. لعب مع بيرسيتا تانغيرانغ وسيرو بورتينيو.

## وصلات خارجية
- زكري أكبر على موقع قاعدة بيانات كرة القدم.إي يو (الإنجليزية)
- زكري أكبر على موقع Soccerway.com (الإنجليزية)